# Бурленге (аеропорт)
Аеропорт Бурленге або аеропорт Дала (швед. Dala Airport) (IATA: BLE, ICAO: ESSD) розташований на південний схід від Бурленге, Даларна, Швеція, неподалік від міста Фалун.

## Історія
Летовище було побудовано під час Другої світової війни та модернізований у 1961 році. 
У середині 1960 року в аеропорт Дала прибули перші цивільні авіарейси. 
Нова будівля терміналу була завершена в 1972 році, і Dala Airport AB перейняла аеропорт. 
Аеродром належав шведським військовим до 2007 року. 
Максимальна кількість пасажирів за весь час становила 210 000 у 1989 році. 
Приблизно до 1992 року авіакомпанії мали монополію на кожен маршрут, але ціни регулювалися фіксованою максимальною ціною за кілометр місця. Менеджерам державного та приватного секторів було дозволено вільно обирати авіаполіт для робочих поїздок. 
Після 1992 року було запроваджено вільну конкуренцію та скасовано регулювання цін. 
Запроваджено жорсткіші правила оплати службових проїздів для керівників бюджетної галузі. 
На коротких маршрутах, як-от Борленге — Стокгольм, усе ще був лише один оператор, тому ціни зросли. 
Необхідні маршрути були підтримані урядом, який не включав Бурленге , оскільки час подорожі потягом або автомобілем досить короткий. 
Підвищення цін змусило багатьох ділових мандрівників використовувати потяг або автомобіль, що призвело до збитків для оператора, який підвищив ціни та використовував менші літаки, що ще більше зменшило кількість пасажирів. 
У 2006 році в аеропорту Бурленге було близько 33 000 пасажирів, що скоротилося порівняно з попередніми роками.
Рейс до Стокгольму довжиною 166 км (по повітрю) було закрито в червні 2011 року, а потім знову відкрито на короткий період з вересня 2013 по квітень 2014 року. 
У 2006 році почалися чартерні рейси до міжнародних туристичних напрямків. 
З 2012 року міжнародні маршрути мають більше пасажирів, ніж внутрішні. 
У 2018 році рейси авіакомпанії AIS Airlines до Гетеборга та Мальме (над Еребру) були закриті, через що аеропорт залишився без регулярного внутрішнього сполучення. 

## Авіалінії та напрямки, грудень 2022
| Авіакомпанія      | Пункт призначення                                |
| ----------------- | ------------------------------------------------ |
| Air Europa        | Сезонний чартер: Гран-Канарія, Пальма-де-Майорка |
| Sunclass Airlines | Сезонний чартер: Пальма-де-Майорка, Родос        |

## Пасажирообіг
Див. джерело запитів Вікіданих та джерела.

## Наземний транспорт
Автобус сполучає аеропорт із центром міста Бурленге. 